# Sexpress
Иван Ивановић познатији као Sexpress је српски денс и фанк музичар, који је издао један музички албум и неколико синглова. Био је мушки секс симбол деведестих година након што се појавио као модел у споту "Хоћу да сам слободна" Зоране Павић. Такође се појавио у споту Дајане за песму "Пусти ме".

## Дискографија[2]

### Албуми
- Pure energy (2000, Кошава)

### Синглови
- Дивља ствар (1999)
- Доста је лажи (1999)
- Још увек те волим (2000)
- Не, не (2000)

### Музички спотови
- Дискоман
- Не. не, не
- Дивља ствар ( са Екстра тимом)
- Враг
- Молитва
- Још увек те волим
- Ја + ти = 3

## Видеографија
- Хоћу да сам слободна (1995) Зоране Павић
- Пусти ме (1995) Славице Трипуновић
- Погрешан човек (1995) Славице Трипуновић
- Једина (1996) Зоране Павић